# Verpackungsmittelmechaniker
Verpackungsmittelmechaniker (VPM) ist ein Beruf und ein Ausbildungsberuf nach dem BBiG in Deutschland, und zwar in der Untergruppe der Industriemechaniker. In Österreich lautet die offizielle Bezeichnung nach dem Berufsausbildungsgesetz (BAG) Verpackungstechniker.

## Berufsbild und Aufgaben
Die Hauptaufgabe in diesem Beruf ist, Verpackungen aus Kunststoff, Papier, Pappe und Karton herzustellen. Dazu erlernen Auszubildende neben der Entwicklung von Verpackungen mit Handmuster-Erstellung (klassisch manuell) auch den Umgang mit Verpackungsmaschinen und -anlagen. Dazu gehören zum Beispiel Hülsenwickelmaschinen, Wellpappanlagen, Stanzautomaten, -tiegel, Inline-Wellpapp-Kaschieranlagen, Klebemaschinen, Kunststoffextruder, Kunststoffkaschiermaschinen, Verpackungsautomaten und viele mehr. Verpackungsmittelmechaniker steuern, überwachen und sichern die entsprechenden maschinellen Herstellungsprozesse. Auf Grund des hohen Technisierungsgrades der Produktion werden die Bedienung von Steuerungscomputern und Plottern sowie die Erstellung von Handmustern mittels CAD-Systemen vermittelt. Ein weiterer wichtiger Aufgabenbereich ist die Qualitätsprüfung von Packmaterialien mit verschiedensten Prüfverfahren. Verpackungsmittelmechaniker können in nahezu allen Bereichen der Herstellung von Verpackungen eingesetzt werden.

## Ausbildung in Deutschland
Die Ausbildung erfolgt im Dualen System an Berufsschulen und bei Unternehmen der Verpackungsmittelindustrie. Die Ausbildungszeit beträgt 3 Jahre und endet mit der Abschlussprüfung vor der IHK. Der Beruf wird ohne Spezialisierung nach Fachrichtungen ausgebildet, durch Wahlqualifikationseinheiten ergibt sich eine flexible Ausbildungsstruktur. Die Ausbildungsvorschriften werden im Jahr 2010 aktualisiert. Der Beruf soll unter der Bezeichnung Packmitteltechnologe zum 1. August 2011 in Kraft treten.

### Schulstandorte
In Deutschland werden Verpackungsmittelmechaniker nur an wenigen Standorten unterrichtet, wie zum Beispiel
Köln (NRW),
Stuttgart (BW),
Neustadt an der Weinstraße (SH), Elmshorn
Ibbenbüren,
Berlin,
Hildesheim,
Lauterbach (HES),
Lindau (BY), und
Lengerich (NRW).
In den neuen Bundesländern gibt es mit der Johann-Friedrich-Pierer-Schule Altenburg nur eine Berufsbildende Schule, die diese Ausbildung anbietet.
Der Unterricht findet in NDS im 1. Ausbildungsjahr an zwei Tagen die Woche und ab dem 2. Ausbildungsjahr einmal pro Woche statt, während es in Hessen, Bayern und Baden-Württemberg Blockunterricht gibt.

### Abschlussprüfung
Die Abschlussprüfung umfasst einen praktischen und einen theoretischen Teil. Im theoretischen Prüfungsteil werden drei Bereiche abgefragt: Packmittelentwicklung und Werkzeugvorbereitung, Produktionssysteme und Fertigungssteuerung sowie Wirtschafts- und Sozialkunde. Die zwei erstgenannten Bereiche sind in offene Fragen sowie Multiple ChoiceAufgaben geteilt, welche wiederum Zusatzfragen zu folgenden Themen: Beutel, Tüten, Tragetaschen; Briefhüllen; Faltschachteln und Kartonagen; Rundgefäße; Säcke aus Papier und Kunststoff; Selbstklebeetiketten; sowie Wellpappe; enthalten.
Der Praktische Teil besteht aus drei Bereichen: Packmittelherstellung (Handmuster/CAD); Einrichten von bis zu zwei Verpackungsmaschinen je nach Ausbildungszweig; sowie einer Wahlqualifikationseinheit (zum Beispiel Pneumatik oder Qualitätsmanagement).

## Ausbildung in Österreich
In Österreich wurde der Lehrberuf des Verpackungsmittelmechanikers mit 1. Juli 2004 durch den Lehrberuf Verpackungstechniker ersetzt. Die Ausbildungsinhalte unterscheiden sich nur unwesentlich von denen in Deutschland bzw. entsprechen dem Berufsbild. Verpackungstechniker bedienen und überwachen Verarbeitungsmaschinen, die Verpackungen und Packstoffe aus Papier oder Kunststoff herstellen. Sie steuern, überwachen und sichern die Anlagen, warten die eingesetzten Maschinen, erkennen Fehler und Störungen und veranlassen die Behebung der Störung oder führen kleinere Reparaturen selbst durch. Teilweise entwerfen sie Packmittelmuster auch selbst und fertigen diese an. Die Verpackungstechniker arbeiten überwiegend im industriellen Bereich in Betrieben der Packmittel- und der Kunststoffindustrie. In Österreich werden Lehrlinge dreieinhalb Jahre im dualen System ausgebildet und legen am Ende die Lehrabschlussprüfung ab.
In Österreich ist für die Ausbildung zum Verpackungstechniker die Berufsschule für Chemie, Grafik und gestaltende Berufe in der Hütteldorfer Straße 7–17, 1150 Wien zuständig.
Verwandte Lehrberufe können mit verkürzter Lehrzeit absolviert werden, wie z. B. Kartonagewarenerzeuger oder Produktionstechniker. Die selbstständige Berufsausübung ist für Verpackungstechniker unter anderem im reglementierten Handwerk der Kartonagewarenerzeugung möglich. Für Höherqualifizierungen an Kollegs, Fachhochschulen und Universitäten benötigt man in Österreich meistens die Berufsmatura (Berufsreifeprüfung), die aus der abgelegten Lehrabschlussprüfung und vier weiteren Prüfungen besteht.